# Древесная агама
Древесная агама, или черногорлая агама (лат. Acanthocercus atricollis) — вид ящериц из семейства агамовых, обитающий в Африке.

## Описание
Общая длина достигает 38 см. Окраска тела бурого, оливкового, серебристо-серого цвета с неправильными пятнами серо-зелёного и охристого цвета. Чешуя сине-зелёная и жёлтая по бокам и середине. На плечах имеются яркие блестящие чёрные пятна. Голова оливкового, серого цвета с серебристыми поперечными полосами. На шее имеется чёрная полоса. Во время спаривания голова и большая часть хвоста у самцов становятся голубыми. Посредине спины тянется белая полоса. Туловище этой агамы достаточно крепкое, имеются чёткие барабанные перепонки с глазом.

## Образ жизни
Любит сухие и тёплые места, лесные опушки, кустарники. Практически всю жизнь проводит на деревьях. Питается насекомыми, мелкими позвоночными.

## Размножение
Яйцекладущая ящерица. Откладывает до 9—10 яиц.

## Распространение
Вид распространён в Ботсване, Анголе, Мозамбике, Замбии, Зимбабве, Намибии, Демократической республике Конго, Малави, Уганде, Эфиопии, Кении, Руанде, Сомали, Судане, Танзании.

## Галерея

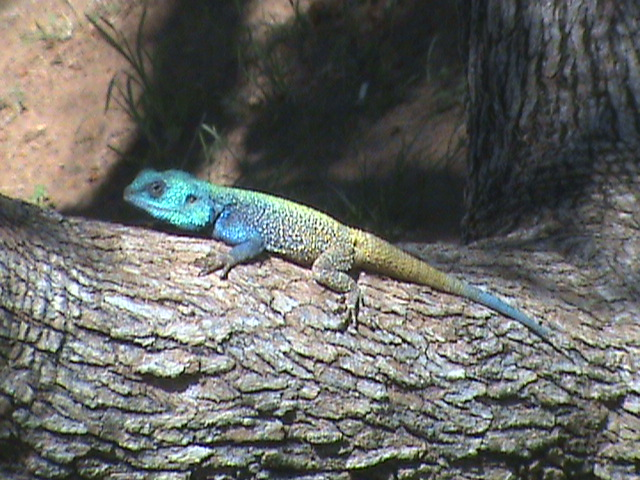
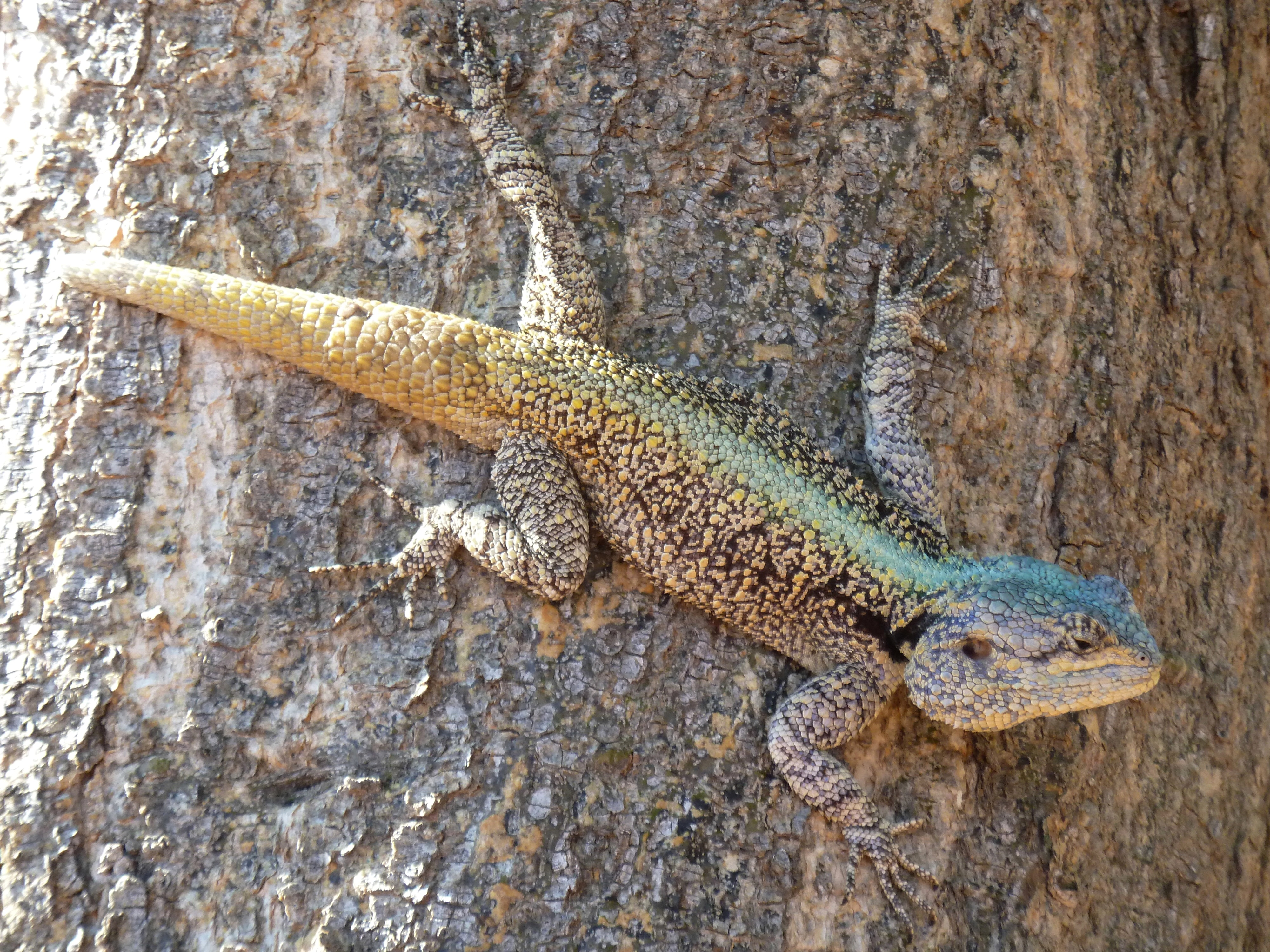
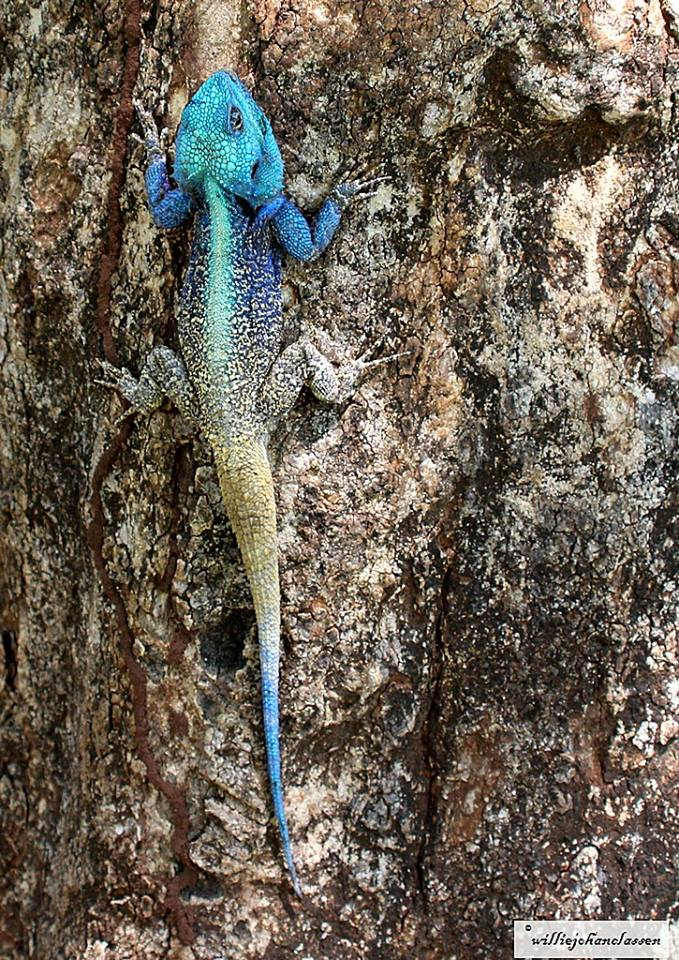
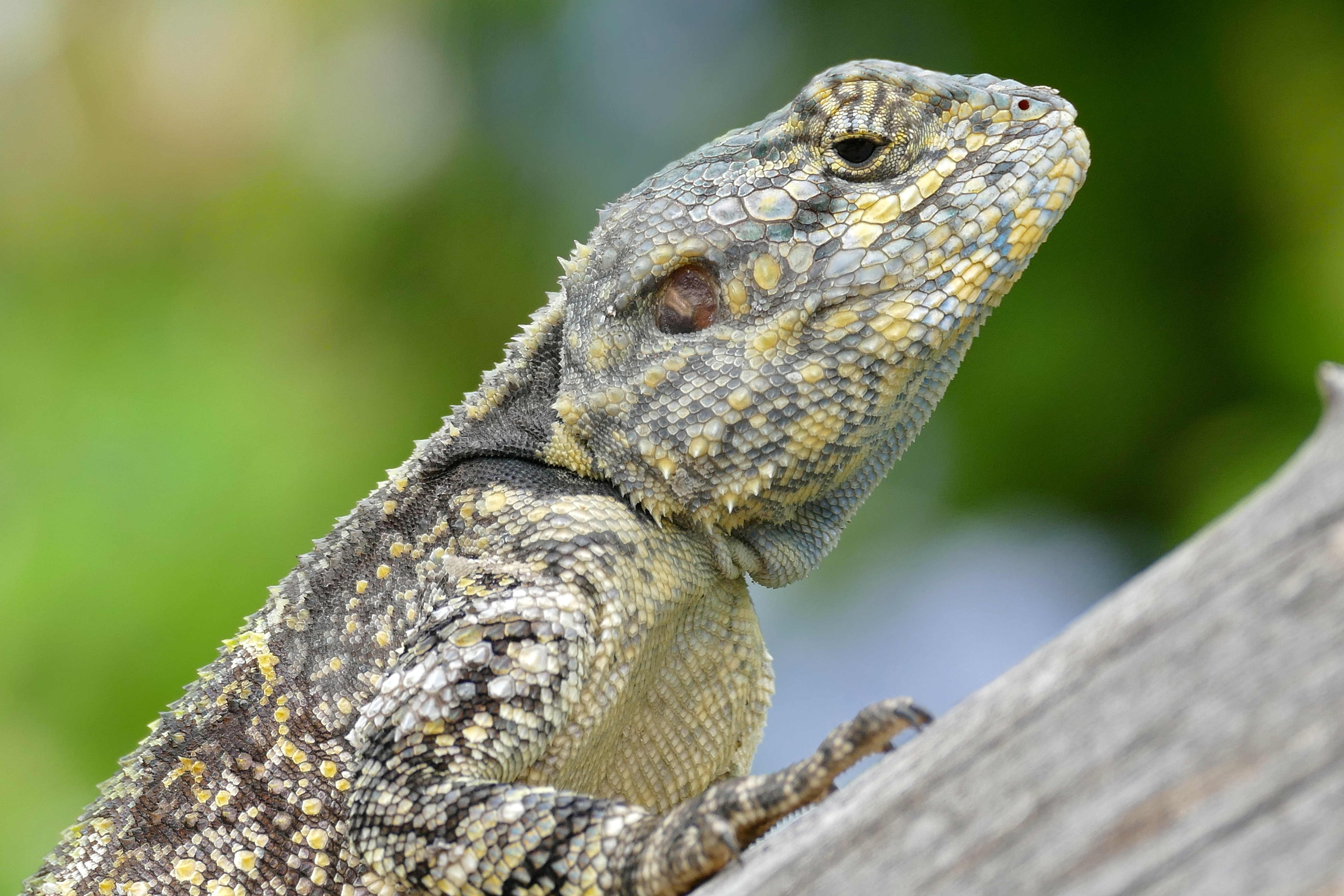
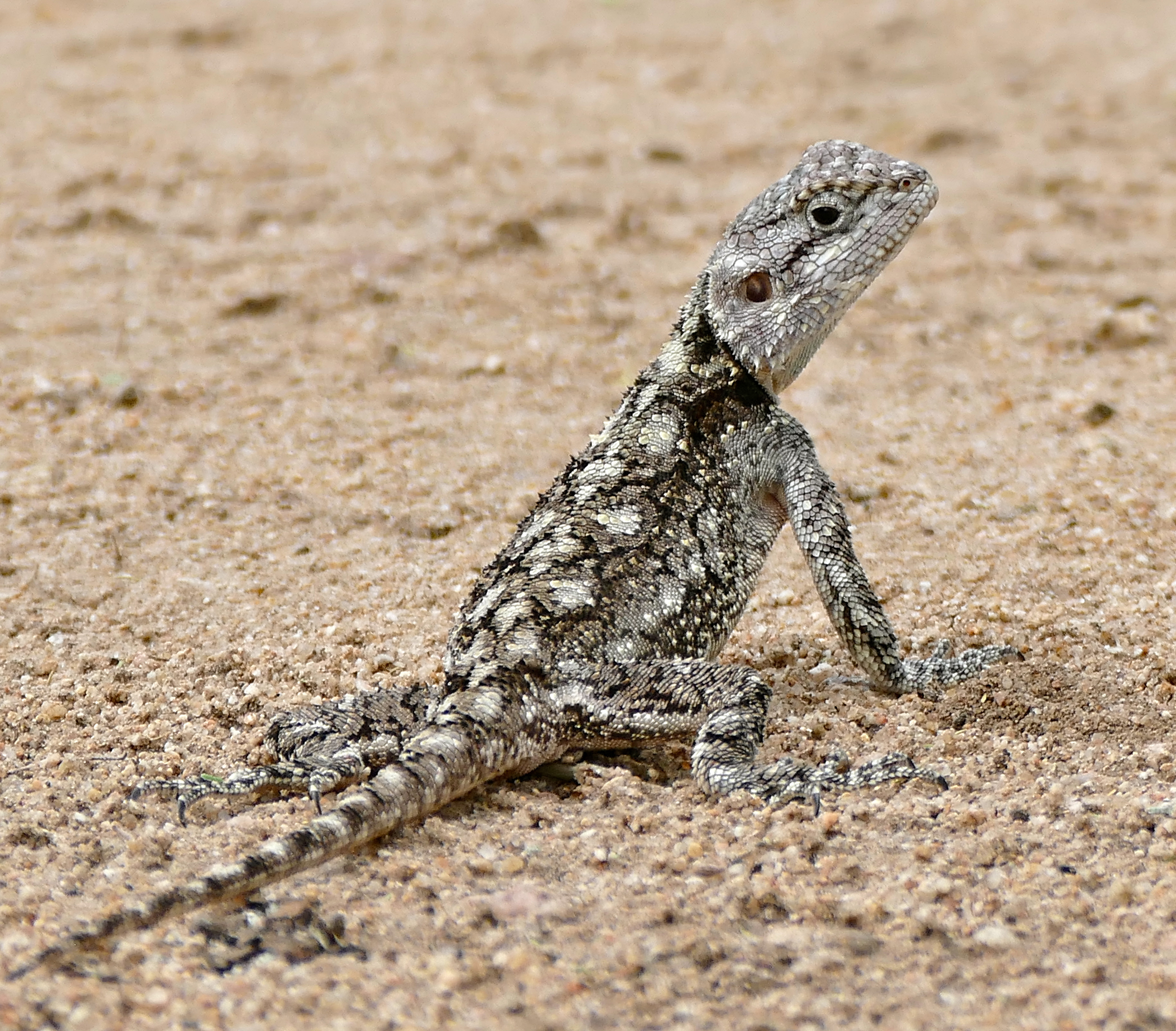
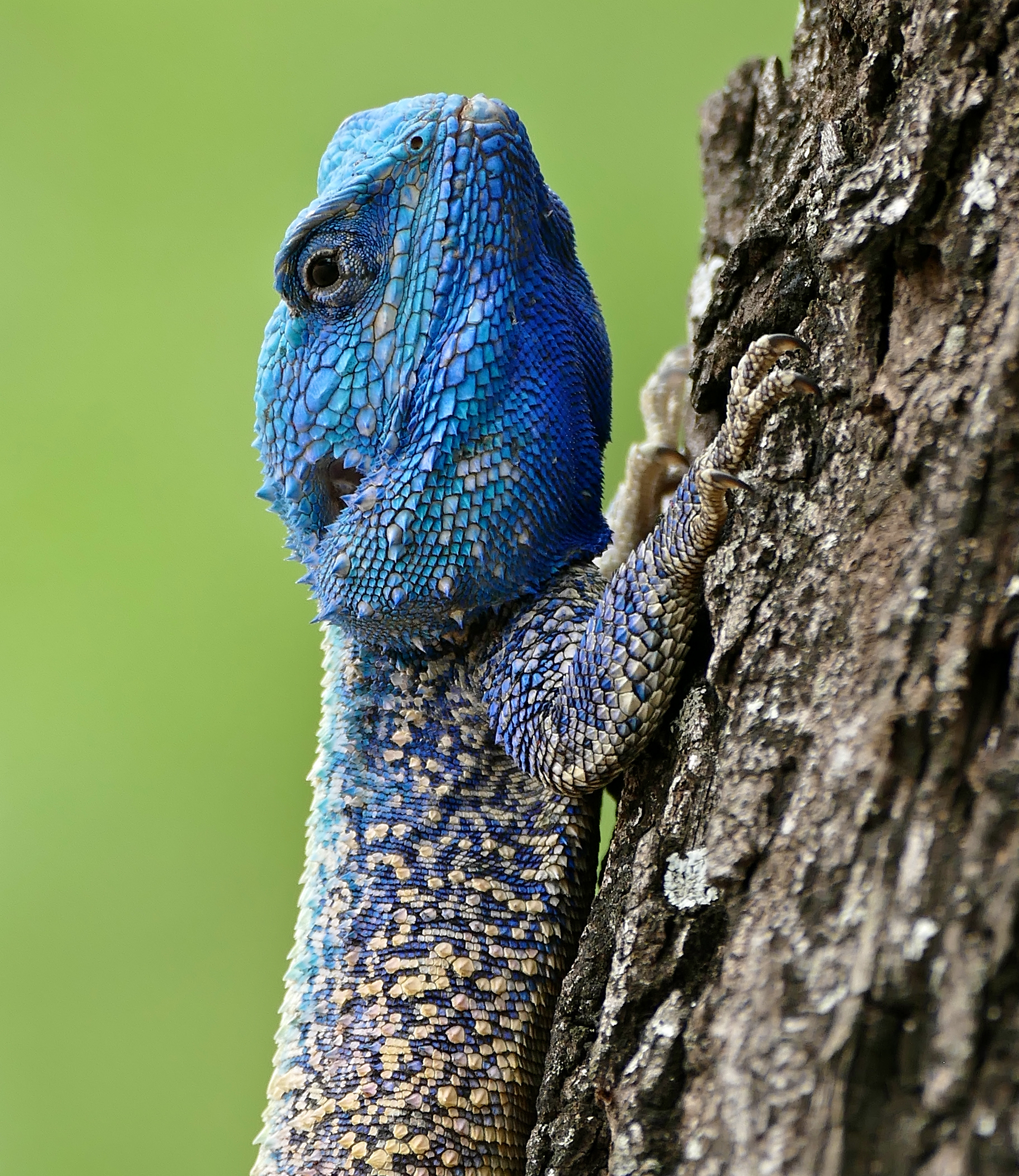